# Rhopalophora rugicollis
Rhopalophora rugicollis es una especie de escarabajo longicornio del género Rhopalophora, categorizada en la tribu Rhopalophorini, de la subfamilia Cerambycinae. Fue descrita por LeConte en 1858.

## Descripción
Mide 7-10 mm de longitud.

## Distribución
Se distribuye por América: Estados Unidos, México y Guatemala.